# Arsenic trichloride
Arsenic trichloride là một hợp chất vô cơ với công thức hóa học AsCl3. Nó còn được gọi là arsenơ chloride hoặc bơ arsenic. Hợp chất dầu độc này không màu, mặc dù các mẫu không tinh khiết có thể có màu vàng. Nó là một chất trung gian trong sản xuất các hợp chất arsenic hữu cơ.

## Tổng hợp
Chất lỏng không màu này được điều chế bằng cách xử lý diarsenic trioxide bằng hydro chloride theo sau là chưng cất:
As2O3 + 6HCl → 2AsCl3 + 3H2O
Hợp chất này cũng có thể được điều chế bằng cách clo hóa arsenic ở nhiệt độ 80–85 ℃, nhưng phương pháp này đòi hỏi cần sử dụng arsenic nguyên tố.
2As + 3Cl2 → 2AsCl3
Arsenic trichloride cũng có thể được điều chế bằng phản ứng của diarsenic trioxide và lưu huỳnh monochloride. Phương pháp này yêu cầu một số dụng cụ và thao tác hiệu quả:
2As2O3 + 6S2Cl2 → 4AsCl3 + 3SO2↑ + 9S

## An toàn
Các hợp chất của arsenic rất độc, và AsCl3 đặc biệt là do sự biến động và độ hòa tan của nó.
Hợp chất này được phân loại là chất có tính độc hại cao tại Hoa Kỳ theo quy định tại Mục 302 của Đạo luật Hoa Kỳ về Kế hoạch Khẩn cấp và Luật Phải biết Cộng đồng (42 USC 11002) và phải tuân theo các yêu cầu báo cáo nghiêm ngặt của các cơ sở sản xuất, hoặc sử dụng nó với số lượng đáng kể.